# حفظ رقمي
حفظ رقمي (بالإنجليزية: Digital preservation)‏ وهي سلسلة من الإجراءات اللازمة لضمان استمرار إمكانية الوصول إلى المواد الرقمية كلما كان ذلك ضروريا. فهو يجمع بين السياسات والاستراتيجيات والإجراءات لضمان الوصول وتهيئة وتوليد محتوى رقمي بغض النظر عن التحديات التي تواجه فشل الوسائط والتغير التكنولوجي. هدف الحفظ الرقمي هو استخلاص دقيق لمحتوى موثوق على مر الزمن.

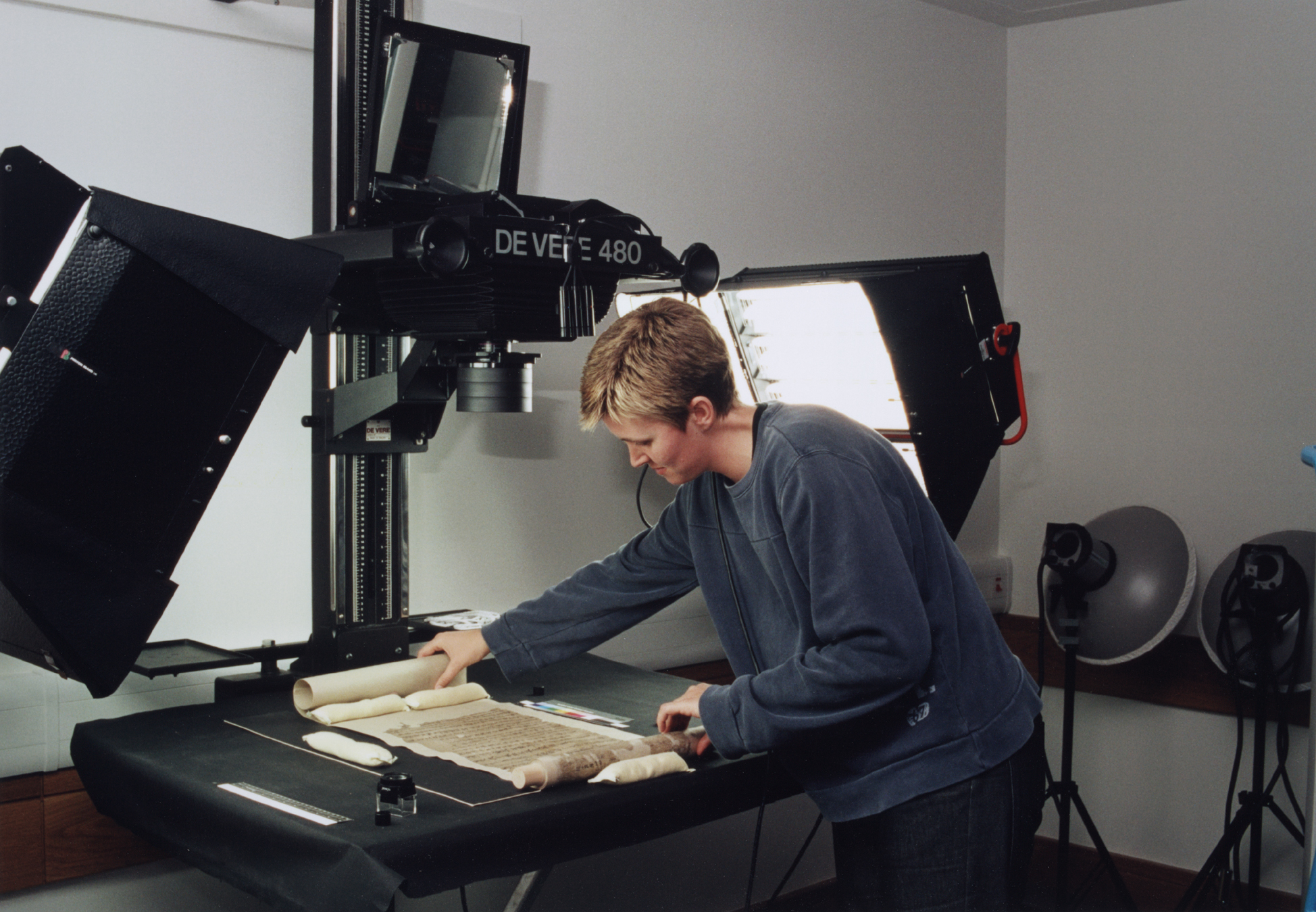
تصوير مخطوطة وحفظها رقمياً